# تمر (سلماس)
تمر هي قرية في مقاطعة سلماس، إيران. عدد سكان هذه القرية هو 1,064 في سنة 2006.